# Roy Campanella
Pour les articles homonymes, voir Campanella.
Roy Campanella, né le 19 novembre 1921 et décédé le 26 juin 1993, est un joueur américain de baseball évoluant avec les Dodgers de Brooklyn en Ligue majeure de baseball au poste de receveur entre 1948 et 1957. 
Huit fois sélectionné au match des étoiles de 1949 à 1956, trois fois meilleur joueur de la Ligue nationale (1951, 1953 et 1955), et vainqueur de la Série mondiale 1955 avec les Dodgers, il est introduit au temple de la renommée du baseball en 1969 et son numéro 39 est retiré chez les Dodgers en 1972. Sa carrière sportive est écourtée par un accident de la route.

## Carrière
Avec un père d'origine italienne et une mère afro-américaine, Roy Campanella est condamné à jouer en Negro League en raison de l'interdiction de recruter des joueurs noirs en Ligue majeure en vigueur de 1887 à 1947. Il évolue avec les Bacharahch Giants, dès 1936, à l'âge de 15 ans, puis rejoint les Baltimore Elite Giants en 1937. Campy devient titulaire chez les Elite Giants en 1938. Il joue en 1942 et 1943 avec les Sultanes de Monterrey en Ligue mexicaine, puis retourne à Baltimore jusqu'en 1945.
Repéré de longue date par l'organisation des Dodgers de Brooklyn, Roy est recruté dès 1946 et attend son heure en ligues mineures avec les Royaux de Montréal. Après l'entrée en scène de Jackie Robinson en 1947 chez les Dodgers, Roy suit la même filière et est intégré à l'effectif des Dodgers en 1948. 
Il devient le receveur titulaire des Dodgers pendant ses dix saisons en ligue majeure en s'imposant comme l'un des meilleurs spécialistes du jeu. Il remporte ainsi trois fois le titre de meilleur joueur de la Ligue nationale (1951, 1953 et 1955) pour huit sélection au match des étoiles, de 1949 à 1956. 
Campy arrête sa carrière pendant l'hiver du déménagement de la franchise vers Los Angeles (1957-1958). Roy est victime d'un grave accident de la route dans une rue verglacée d'Harlem. Il échappe de peu à la mort et sa carrière sportive est définitivement terminée. Il publie son autobiographie en juin 1959 sous le titre It's good to be alive (c'est bon d'être vivant).